# ونایی (بروجرد)
ونایی شهری است از توابع شهرستان بروجرد در استان لرستان. این شهر از توابع بخش مرکزی این شهرستان می‌باشد و در ۱۷ کیلومتری شمال‌غربی شهر بروجرد در منطقه‌ای کوهستانی قرار گرفته است.
این شهر تنها شهر کشور ایران است که با ۷ هزار نفر بن‌بست می‌باشد. از علل بن‌بست بودن این شهر وجود کوه‌های گرین است.
که این بن‌بست بودن موجب عدم رشد کافی این شهر شده است.
به تازگی با توجه به مصوبه فرمانداری بروجرد برای در مسیر و رشد شهر ونایی با جاده جدیدی از سمت جنوب ونایی از روستای کولیدر به قلعه نظامی و محله شمس آباد و درنهایت به شهر بروجرد وصل می‌گردد که فاصله ۱۷ کیلومتری شهر ونایی تا شهر بروجرد را به ۱۳ کیلومتر کاهش می‌دهد.

## مصوبه شهر شدن
ونایی تا اواخر سال ۱۳۹۷ روستا بود. در اسفندماه همین سال با موافقت هیئت دولت به شهر تبدیل شد. متن مصوبه چنین است: «هیئت وزیران در جلسه ۵ اسفند ۱۳۹۷ به پیشنهاد وزارت کشور (استانداری لرستان) و به استناد ماده (۱۳) قانون تعاریف و ضوابط تقسیمات کشوری - مصوب ۱۳۶۲- با تبدیل روستای ونایی شهرستان بروجرد در استان لرستان، به شهر موافقت کرد».
بر اساس مستندات سازمان شهرداری‌ها و دهیاری‌های کشور، شهرداری ونایی از سال ۱۴۰۰ خورشیدی تأسیس شده و در سال ۱۴۰۱، درجه شهرداری این شهر ۱ بوده است.

## موقعیت جغرافیائی
ونایی در تنگه‌ای بین دو کوه بلند برآفتاب و کوه گرین قرار گرفته است و آب و هوایی کوهستانی دارد. زمستان‌های آن سرد و پر برف است و تابستان‌های آن خنک و معتدل است. جنوب ونایی را دشت کوچکی تشکیل می‌دهد که به دلیل وجود آب فراوان، کشاورزی در آن رونق دارد. چشمه سارهای متعددی مانند سراب سفید و سراب خسروی از دامن کوه‌های این منطقه می‌جوشد که منبع اصلی آب شرب شهر بروجرد است. این روستا با جاده آسفالته به بروجرد و اشترینان و همچنین جاده جدیدی از سمت جنوب ونایی به فیال و کولیدر شهر و درنهایت به شهر بروجرد وصل می‌گردد.

## جمعیت
این شهر بر اساس سرشماری مرکز آمار ایران در سال ۱۳۹۵، جمعیت آن۶۵۳۷ نفر (۱٬۷۰۵خانوار) بوده است.

## مردم
مردم این منطقه از طوایف مختلف لر هستند و به زبان لری سیلاخوری صحبت میکنند.

## گردشگری
ونایی از مناطق گردشگری طبیعی بروجرد است و پیش از شهر شدن، در فهرست روستاهای گردشگری استان لرستان قرار داشت. این شهر دارای یک قلعه تاریخی به شماره ثبت ملی ۱۱۲۲۴ و یک دهنه غار می‌باشد. ونایی به خاطر سرچشمه‌های گوناگون، بیشه‌زارها و کوه‌های مرتفع از توان بالایی برای گردشگری برخوردار است.
سوغات عمده ونایی خیارشور و ترشی است. خیار ونایی و دیگر محصولات جالیزی آن مشهور است. کارگاه‌های تولید خیار شور در این روستا فراوان است که به صورت سنتی اقدام به تولید خیار شور و فروش آن می‌کنند.
از مناطق دیدنی این شهر می‌توان به سراب چله، سراب سفید، سراب ماربره، سراب خسروی، سراب مسجد، سراب دروزن (دروغگو-فصلی)، دشت سفره، تنگ دربند گلرود، دربند ونایی و غار سراب سفید اشاره کرد.

## نگارخانه

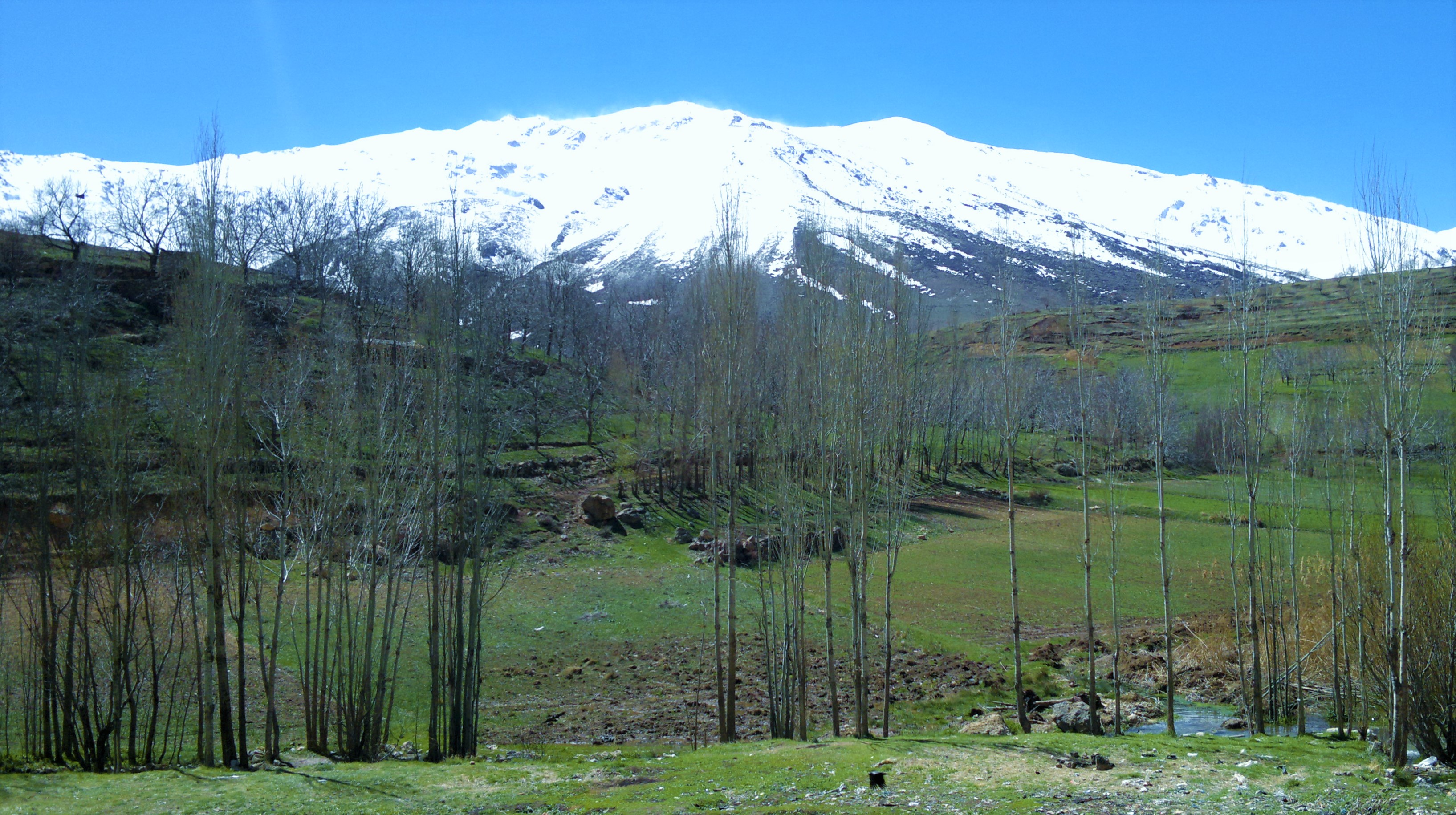
دشت گلرود در جنوب ونایی.
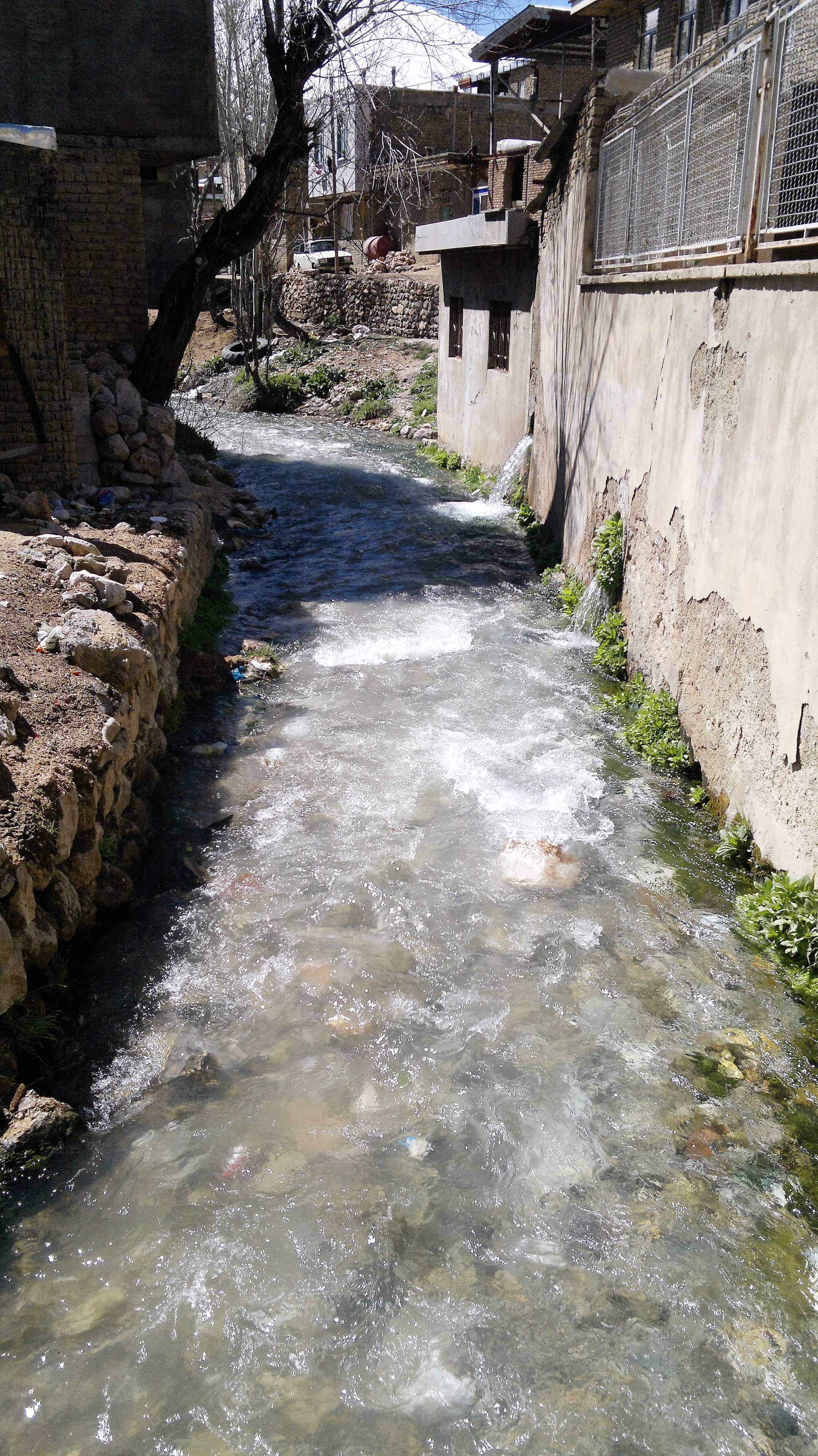
آب جاری از کوه‌های مجاور روستا.
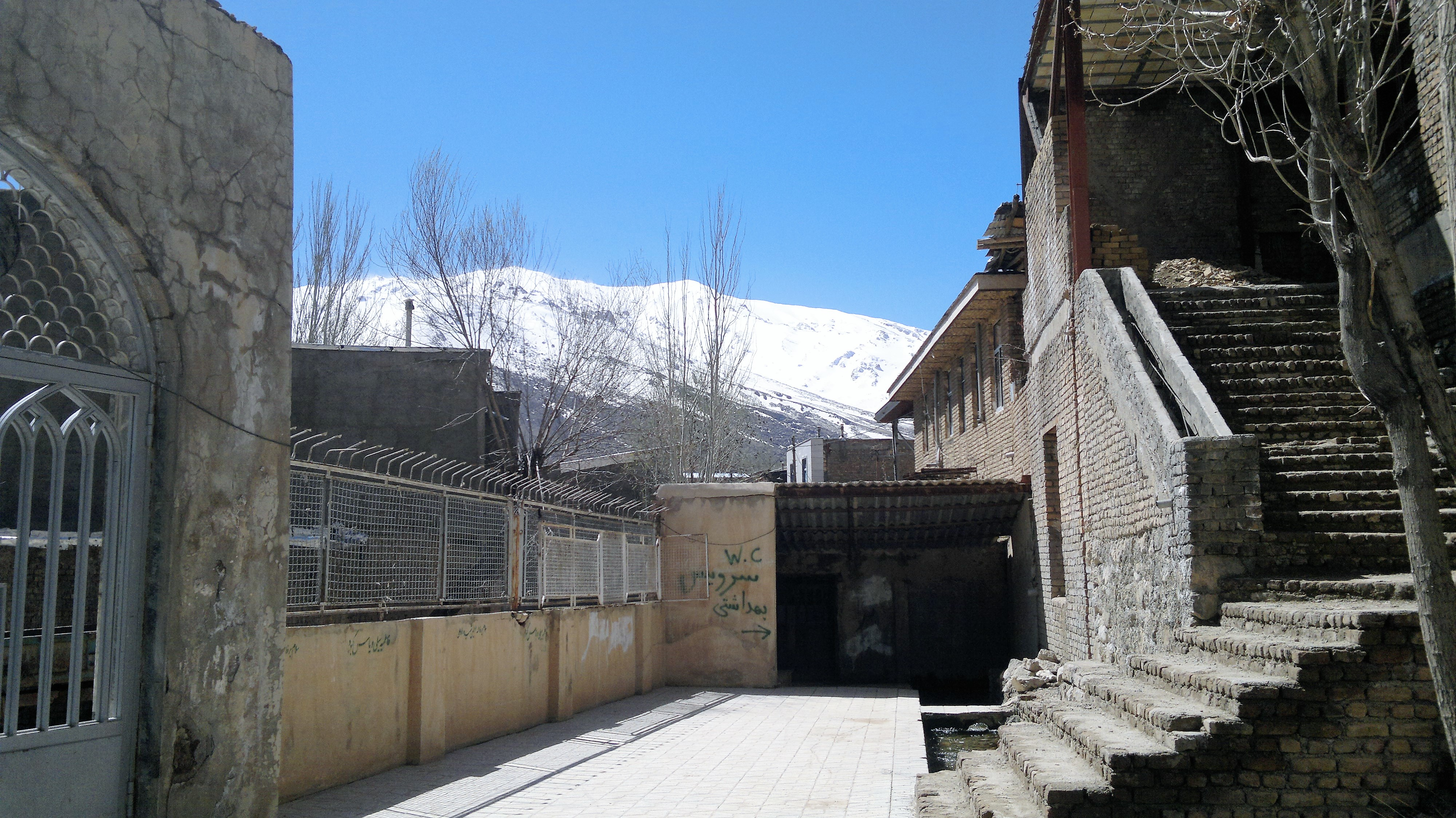
مسجد شهر ونایی.
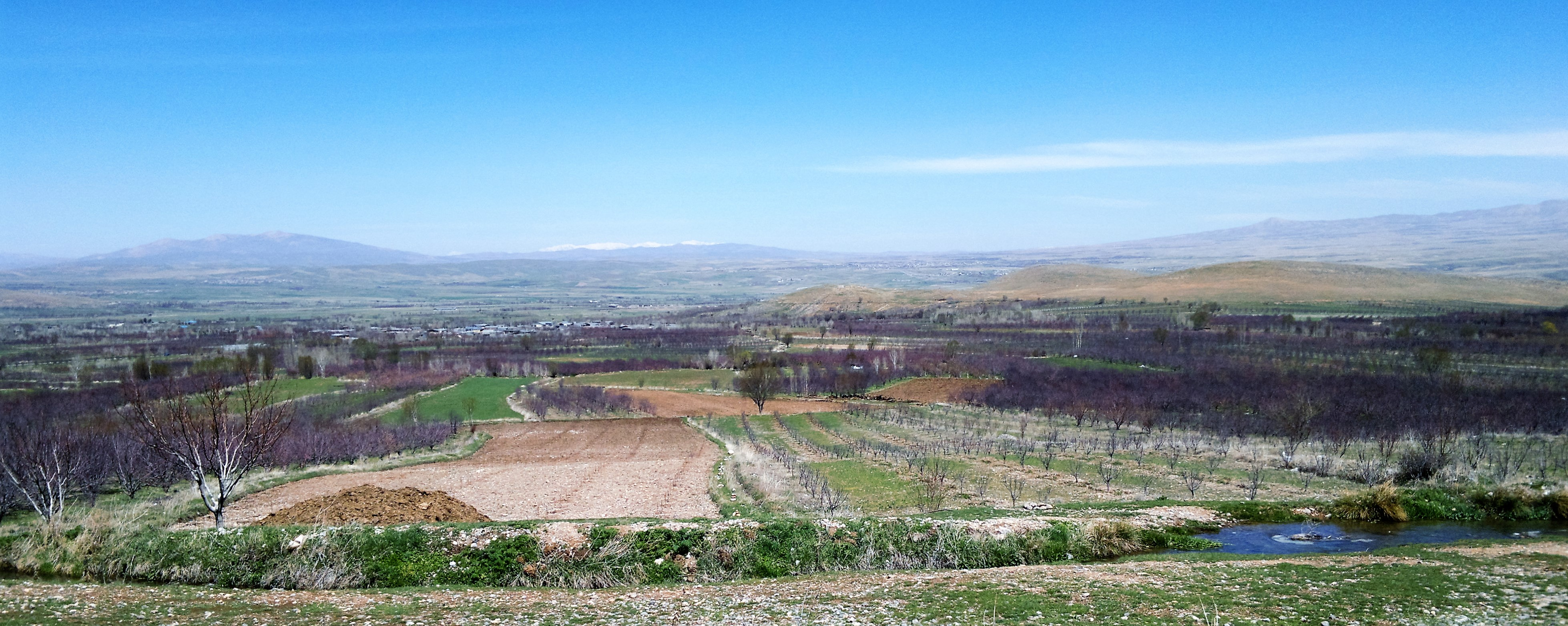
نمایی از دشت سیلاخور شمالی در مسیر بروجرد به ونایی.
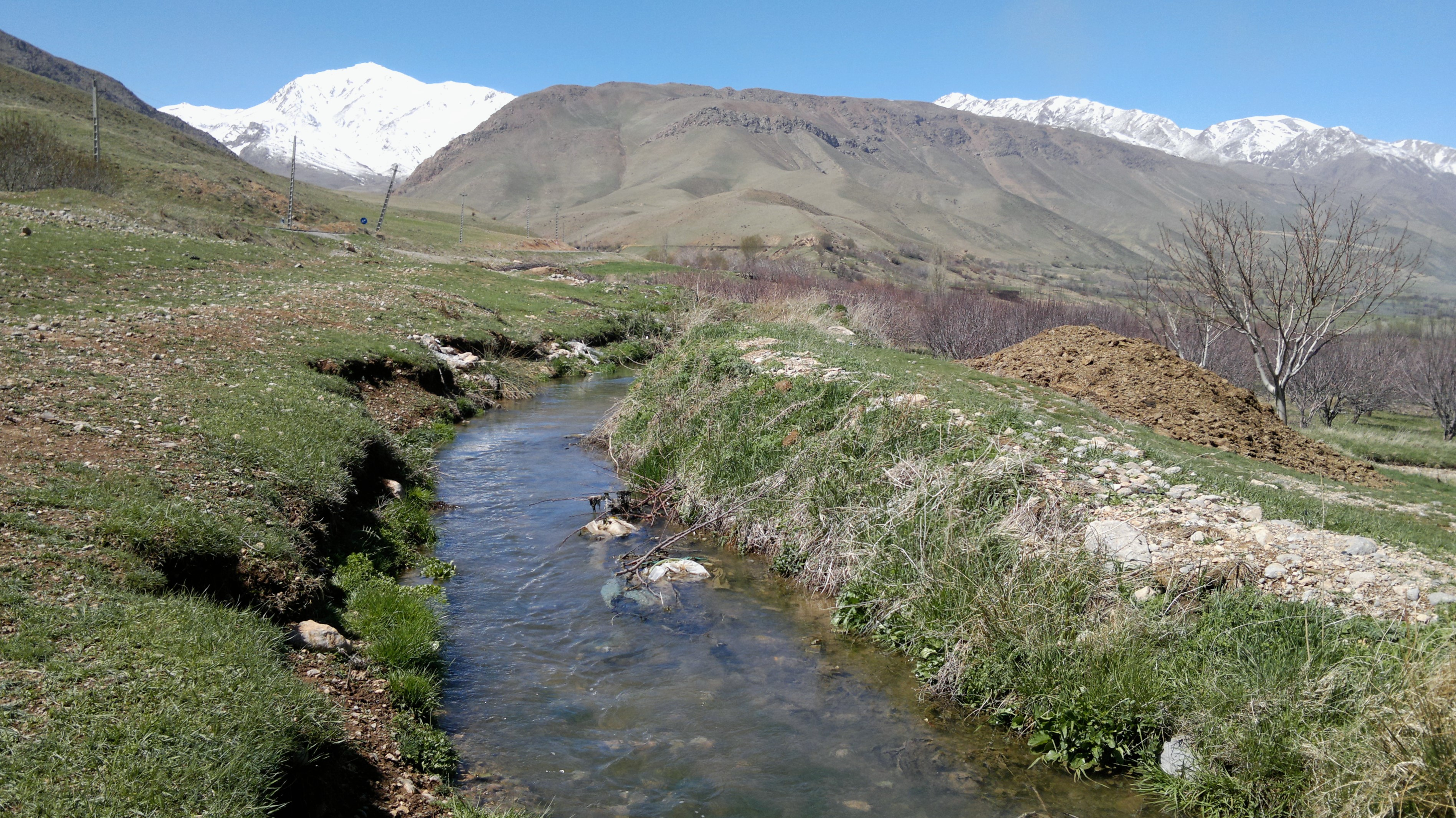
نمای سه کوزان در نزدیکی ونایی.